# Fireboy and Watergirl
Вогонь і Вода (англ. Fireboy and Watergirl) — серія відеоігор у жанрі головоломки та платформера, створена інді-розробником Осло Альбетом і випущена у 2009 році. Перші чотири серії були розроблені на Adobe Flash, а згодом у 2018 році перенесені у HTML5.

## Ігровий процес
Вогонь і Вода — це кооперативна гра в жанрі головоломки-платформера. Вогонь керується за допомогою стрілок, а Вода — клавіш WASD. Вогонь може проходити лише через вогонь, а Вода — тільки через воду. Торкання протилежного елемента призводить до загибелі персонажа й перезапуску рівня. Обидва персонажі можуть загинути, якщо вони потраплять на зелену кислоту. Гравці збирають червоні й сині діаманти, а також керують механізмами, такими як важелі та кнопки, щоб пройти рівень. Після завершення рівня показується статистика зібраних діамантів і рейтинг.

## Розробка
Осло Альбет зазначив, що створив Вогонь і Воду через те, що його завжди захоплювали логічні ігри. Спочатку він вдосконалив ігрову механіку, а потім розробив персонажів, оскільки його більше цікавив сам процес гри. Альбет вирішив зробити двох персонажів із протилежними елементами, щоб гра була інтуїтивною для гравців. Спершу він створив образ Вогню, а потім довго працював над дизайном Води, додавши їй «водопадний» хвіст для контрасту з вогняним волоссям Вогню. Він прагнув, щоб гра приваблювала хлопців, дівчат і родини загалом.

## Випуск
Перша гра серії, Вогонь і Вода у Лісовому храмі, була випущена 19 листопада 2009 року на платформі Adobe Flash для браузерів, а згодом на Windows і Android. Її видали Armor Games (браузери) і EngleSoft (Windows). У 2012 році гру розмістили на Cool Math Games, а в 2019 році перенесли на Android.
Друга гра, Вогонь і Вода у Світлому храмі, з'явилася 22 жовтня 2010 року, а в 2019 році — на Android.
Третя гра, Вогонь і Вода в Крижаному храмі, вийшла 5 квітня 2012 року, а четверта, Вогонь і Вода в Кришталевому храмі, — 29 березня 2013 року.
У 2018 році, після завершення підтримки Adobe Flash, ігри серії були переведені в HTML5.
П'ята гра, Вогонь і Вода: Елементи, з'явилася на Microsoft Store 9 грудня 2018 року, на Google Play 20 грудня 2018 року, у App Store у 2018 році, а на Steam — 24 січня 2019 року.
Шоста гра, Вогонь і Вода: Казки, вийшла на Steam 1 листопада 2021 року.
В Україні всі ігри Вогонь і Вода доступні на фанатському сайті vohonivoda.com.ua

## Рецензії
Критик Джессіка Томпсон із GamerBolt високо оцінила темп гри, зазначивши, що після «простих» початкових рівнів гра стає складнішою. Вона назвала її «добре продуманою» з достатньою кількістю рівнів, що забезпечують кілька годин геймплею, але визнала, що гра поступається складністю іншим 2D-платформерам, як Spelunky чи Super Meat Boy.
Дарія Патерек з Impact похвалила серію за реіграбельність і різноманітність локацій.
Ніколь Кларк із Polygon назвала гру «класикою» і зазначила схожість героїв з фільму Pixar «Стихії» до персонажів гри.